# Nino Kotting
Adriaan Nicola (Nino) Kotting (27 juli 1911 – 22 september 1972) was een Nederlands advocaat. Hij werd onder meer bekend door zijn inzet om Sefardische Joden te behoeden voor deportatie tijdens de Tweede Wereldoorlog. Dit lukte mogelijk in ongeveer zeshonderd gevallen. Zijn collega Jaap van Proosdij verklaarde in 1998 in een interview met de USC Shoah Foundation dat het waarschijnlijk om 240 mensen ging.
Kotting studeerde in 1938 af in de rechten en filosofie en promoveerde in 1953 met een dissertatie over "de materiële rechtsidee". Hij was getrouwd met de Joodse Renee Menko. De familie woonde in Amsterdam-Zuid, naast de Sefardische familie Rodrigues Pereira.

## 'Arisering' van Sefardische Joden
Aan het begin van de oorlog werkte Kotting op het kantoor van Van Krimpen, waar Jaap van Proosdij zijn assistent werd. Van Krimpen was de advocaat van de Portugees-Israëlietische Synagoge en de medewerkers van Van Krimpen organiseerden een gigantisch samenweefsel van verdichtselen, valsheid in geschrifte, valse stempels, valse papieren, valse inkten, valse archieven, valse getuigenissen en valse attesten ten behoeve van hun Joodse cliënten.
Nederlandse Joden moesten zich vanaf januari 1941 laten registreren bij het bureau Innere Verwaltung. Op grond van de nationaalsocialistische rassenleer moesten zij een ster dragen en werden zij op talloze plaatsen uit het publieke leven geweerd, om uiteindelijk gedeporteerd te worden. Antropoloog Arie de Froe bracht in 1943 het rapport De Joden in Nederland uit. Het is gevuld met cijfers en grafieken uit zijn onderzoek naar neuslengten, neusdiepten, schedelbreedten en andere 'raskenmerken' en bevat foto's van fotograaf Jaap d'Oliveira (onder vermelding van een andere naam, keramist Bert Nienhuis). Hoewel vermomd als antisemitische handleiding, was het eigenlijk een document waarmee de auteur Portugese Joden uitsloot van het Joodse 'ras', de zogenaamde arisering. Een groot aantal Portugese Joden gebruikten zijn rapport om aan te tonen dat zij geen Jood zouden zijn maar behoorden tot het Mediterrane ras: de aktie Portugesia (1941-1944). Daarmee wilden zij voorkomen dat zij gedeporteerd zouden worden. Zij werden onder andere bijgestaan door Nino Kotting en Jaap van Proosdij, die bezwaarschriften indienden bij het hoofd van het bureau Innere Verwaltung, Hans Calmeyer.
Calmeyer was belast met de behandeling van deze verzoeken om herziening van de registratie als Jood. Hij was vaak bereid bij twijfel aan de afstamming een vrijstelling te verlenen, hoewel hij wist dat veel verzoeken op vervalsingen berustten.
Een van de mensen die Kotting voor deportatie wist te behoeden, is de verloofde van zijn buurjongen Paul Rodrigues Pereira, Elsa Pereira-d’Oliveira, die haar zoon naar hem vernoemde.

## Na de oorlog
In 1944 zette Kotting samen met Van Proosdij een eigen advocatenkantoor op. Na de oorlog waren zij betrokken bij vele zaken bij de Raad voor het Rechtsherstel van Joden die hun bezittingen terugeisten. In 1959 droeg Kotting zijn archief van afstammingszaken over aan het RIOD, met inbegrip van overtollige blanco-documenten als doopbewijzen, bloedgroepenkaarten van het Rode Kruis, aangiften van verlies van persoonsbewijzen. In 2006 ontving hij op voorspraak van de kinderen van Elsa en Paul Rodrigues Pereira in de Portugees Israëlitische Synagoge te Amsterdam postuum de Yad Vashem-onderscheiding Rechtvaardige onder de Volkeren. Ook Hans Calmeyer, Jaap van Proosdij en Arie de Froe hebben deze onderscheiding gekregen.